# メトロノース鉄道
メトロノース鉄道（英語: Metro North Railroad）は、アメリカの通勤鉄道である。ニューヨーク州及びコネチカット州を基盤とし、ニューヨーク都市圏交通公社 (MTA) の子会社であるMetro North Commuter Railroad Companyが運営している。
通称は、メトロノース (Metro North) 。同国における報告記号はMetro North Commuter Railroad の頭文字から「MNCR」。

## 概要
MTA（ニューヨーク都市圏交通公社 ）はニューヨーク市内の地下鉄やバスも運営しており、公共交通機関の多くを傘下に置いている。
この中で「メトロノース鉄道」はニューヨーク市内中心部とニューヨーク郊外及びコネチカット州へと延びる路線を運営しており、同じくMTA傘下のロングアイランド鉄道に次いで全米2位の輸送量を誇るアメリカ屈指の通勤鉄道である。

### マスコット

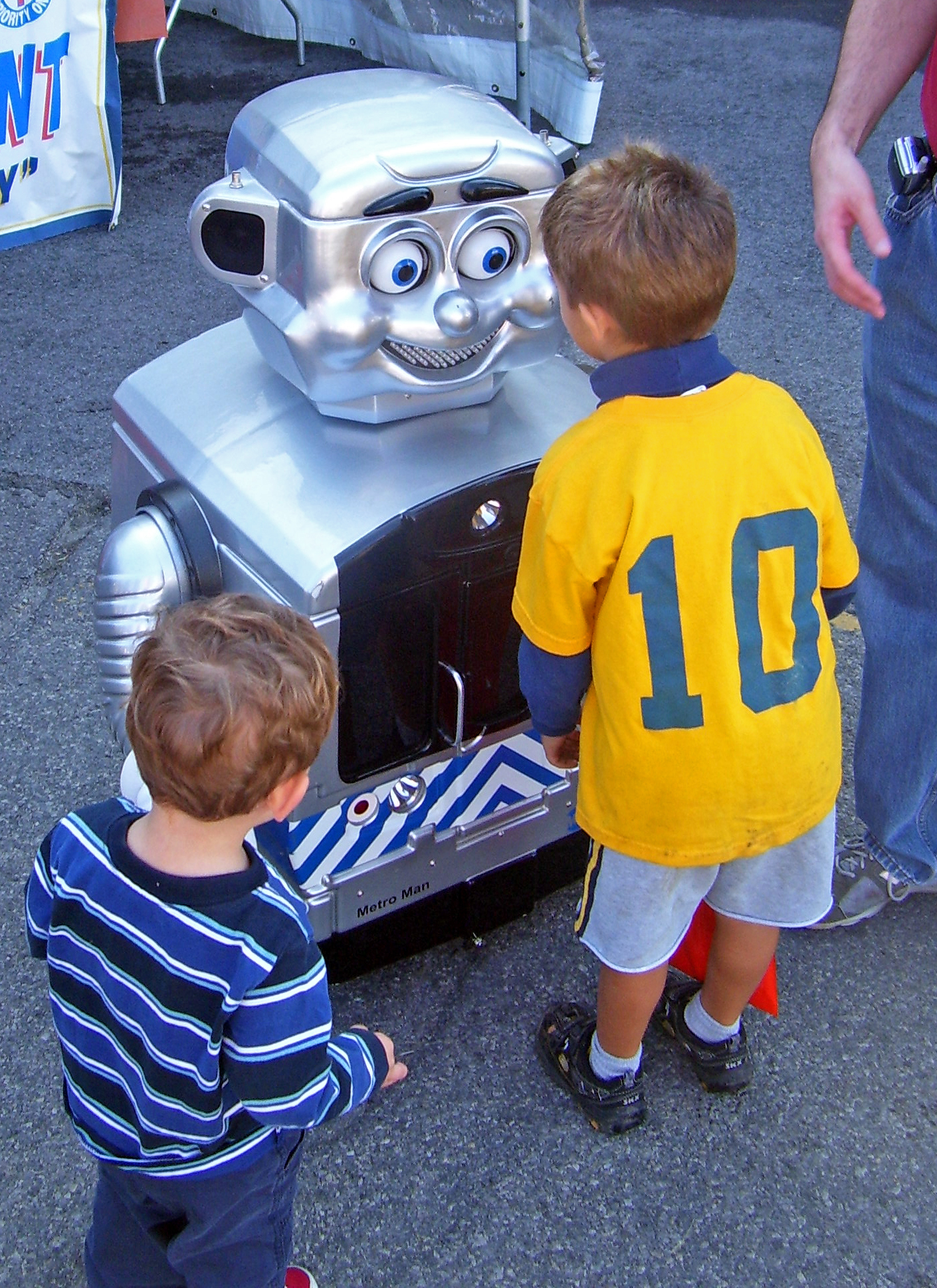
子供と話すメトロマン

鉄道のマスコットとして「メトロマン」と名付けられた小さなロボットがおり、様々なイベントや学校を訪問して鉄道の安全について語っている。

## 沿革
現在のメトロノースの前身のうち、特にイースト・オブ・ハドソンの区間かつニューヨーク州内の区間は大部分がニューヨーク・セントラル鉄道（New York Central Railroad）に由来する。この鉄道会社はかつて3つの通勤路線を運営していた。このうち2つはマンハッタンにある巨大ターミナル、グランド・セントラル駅（Grand Central Terminal）に通じていた。ハーレム線はニューヨーク・アンド・ハーレム鉄道（New York and Harlem Railroad）と旧ボストン・アンド・オールバニ鉄道（Boston and Albany Railroad）に由来している。ニューヨーク・アンド・ハーレム鉄道は1870年代に、ボストン・アンド・オールバニ鉄道は1914年にそれぞれニューヨーク・セントラル鉄道の傘下に入った。
ニューヨーク・セントラル鉄道は前述の路線に加えて、ハドソン川沿いの平坦地を走りオールバニ経由でシカゴまで結ぶ複々線の路線も運営していた。この路線は等級（一等車、二等車など）を採用せず同じ設備で運転し、平坦地を走るために速度も速く人気が高かった。
ニューヘイブン線（New Haven Line）は3つの支線も含め、19世紀半ばから1969年までニューヨーク、ニューヘブン・アンド・ハートフォード鉄道（New York, New Haven and Hartford Railroad, NYNH&H）が所有していた。これらの路線はまず1830年代に馬車鉄道として開業したものに由来し、のちに蒸気機関車に置き換えられた。
19世紀半ばにはニューヨーク・アンド・ニューヘブン鉄道とハートフォード・アンド・ニューヘブン鉄道が出来た。後者はハートフォードから先、ボストンまでの路線を持っていた。この2つの鉄道はニューイングランドにおける旅客・貨物分野で最大の鉄道となるために1872年に合併し、NYNH&Hとなる。20世紀初頭には、富豪JPモルガンの支配下にあったNYNH&Hでは、豊富な資金を背景に近代化を進めた。強力な蒸気機関車の投入、ニューヘイブン周辺の本線には電気機関車、同支線にはディーゼル機関車も投入された。しかし、このような投資があだとなり1930年代の世界恐慌で会社は破産してしまう。
ウエスト・オブ・ハドソンにおける通勤輸送サービスはエリー鉄道（Erie Railroad）の一部として始まったと言える。当初はポート・ジャビース線（Port Jervis Line）は1850年代、1860年代に建設されたエリー鉄道の本線に由来している。
パスカック・バレー線（Pascack Valley Line）はエリー鉄道の子会社であったニュージャージ・アンド・ニューヨーク鉄道（New Jersey and New York Railroad）に由来する。
エリー鉄道は1956年にライバルだったデラウェア・ラッカワナ・アンド・ウェスタン鉄道（Delawware, Lackawanna, and Western Railroad）と合併し、エリー・ラッカワナ鉄道（Erie Lackawanna）となった。

### ペン・セントラル鉄道の時代
第2次世界大戦後、長距離旅客、通勤客ともに旅客鉄道の経営は苦しくなり始めた。1950年代に入ると鉄道業界全体が過剰規制、市場の飽和や自動車・飛行機との競争によって相当弱り始めた。特に通勤鉄道は大きな打撃を受けた。
通勤サービスは今までも赤字続きであり、長距離旅客輸送と貨物輸送の利益でそれを補っていたのが実情であった。しかし、前述のように黒字部門も利益が少なくなり、鉄道会社では第2次世界大戦後に徐々に通勤路線を廃止し始めていた。

## 路線

メトロノース鉄道の路線図

路線はニューヨーク近郊、特に社名のノース（north, 北という意味）が示すように北部へと延びる路線を管轄している。以下の路線を持つが、これらの路線はハドソン川を挟んで東と西で趣が異なり、分けて呼ばれることが多い。いずれの路線も支線はともかくとして本線は複線ないし複々線で、朝ラッシュ時には設備を生かして多数の列車が運転されている。
詳しい運行形態などは各路線記事を参照されたいが、どの路線にも共通して言えるのは朝夕のラッシュ時間帯をピーク時間、昼間をオフピーク時間として分けており、前者をやや高めの料金設定としていることやマンハッタンへの速達重視の極端な千鳥停車、終電が深夜2時から3時前後と遅いことがあげられる。
イースト・オブ・ハドソン (East of Hudson)
川の東側を通る路線群でターミナル駅はグランド・セントラル駅。ハーレム線、ハドソン線はニューヨーク州内で完結しているが、ニューヘイブン線は路線の大半をコネチカット州内を走り、同州内の線路や駅といった施設はコネチカット州交通局（ConnDOT、CDOT）が所有・管理している。同線に新しい車両を投入する場合はMTAとConnDOTが1：2の割合で費用を負担するという協定が結ばれている。いずれの路線も都心側は電化されており、電車を主体とし、長距離列車を中心に機関車けん引の列車もみられる。
ニューヘイブン線本線とハドソン線には郊外の一部区間ではアムトラックのインターシティ(都市間高速列車)と並走する。特にアメリカ有数の鉄道移動客がいる北東回廊区間の一部に属するニューヘイブン線では通勤型車両の走るすぐ横を高速列車アセラ・エクスプレスなどが並走する光景がみられる。
- ☆△■ハーレム線：グランド・セントラル駅 -ホワイト・プレインズ駅 -　サウスイースト駅　- ワセイク駅 132km
- ☆△■ハドソン線：グランドセントラル駅 - ハーレム125丁目駅 - ヨンカーズ駅 -クロトン・ハーモン駅- ポキプシー駅 118km
- ■ニューヘイブン線：本線のほかに途中3つの支線が分岐する。
  - ★☆本線：グランドセントラル駅 - ニューロシェル駅 - スタンフォード駅 - ニューヘイブン・ユニオン駅 119km
  - ★ニューケイナン支線：スタンフォード駅 - ニューケイナン駅 13.2km
  - ダンベリー支線：サウス・ノーウォーク駅 - ダンベリー駅 38.5km
  - ウォーターベリー支線：ストラトフォード駅 - ウォーターベリー駅 45.9km

ウエスト・オブ・ハドソン (West of Hudson)
川の西側を通る路線群でターミナル駅はニュージャージー・トランジットのホーボーケン駅。路線の大半はニュージャージー州を通り、メトロノース鉄道はニューヨーク州内の一部区間を持つだけで実質的にはニュージャージー・トランシットの延長区間である。いずれの路線も非電化でディーゼル機関車牽引の客車列車が主体である。
- ■パスカック・バレー線：パール・リバー駅 - スプリング・バレー駅 30.6km
- ■ポート・ジャービス線：サファーン駅 - ポート・ジャービス駅 152.9km

★マークのついた路線は架空電車線方式（単相交流12500V）による電化、☆マークは第三軌条方式（直流750V）による電化が行われており、△のマークは路線の一部区間が電化。マークのない路線は全線非電化である。なお、ニューヘイブン線本線は途中のペラム駅を境に両方式を切り替えており、ハーレム線、ハドソン線との共用区間では第3軌条方式、郊外の単独区間では架線からの集電としている。

## 車両
電車を中心とし、非電化区間用にはディーゼル機関車と客車を持つ。電化方式の混在するニューヘイブン線系統の電車のみは専用車両が投入されているが、他は概ねロングアイランド鉄道の車両と共通化されており、形式名もロングアイランド鉄道のそれの亜種のようにつけられている。
第三軌条での集電靴は、グランド・セントラル駅乗り入れで下面接触方式が標準となる。ペンシルベニア駅乗り入れ対応で上面接触に対応した車両もある。
各車両は日本の通勤型車両よりも一回り大きく、基本的に1両あたりのドアの数が片側2つないし、3つと少なく内装もクロスシートをベースに作られており着席定員は多い。また、ニューヘイブン線の一部の列車には「Bar Car」と名付けられた車両が連結され、この車両ではアルコール類やコーヒー、サンドイッチなどの軽食が販売されていたが、2014年に廃止された。

### 機関車

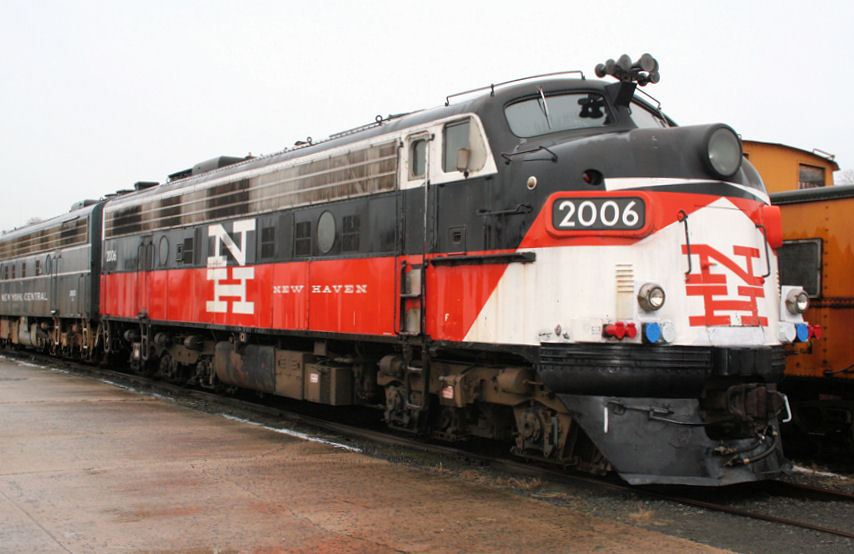
FL9
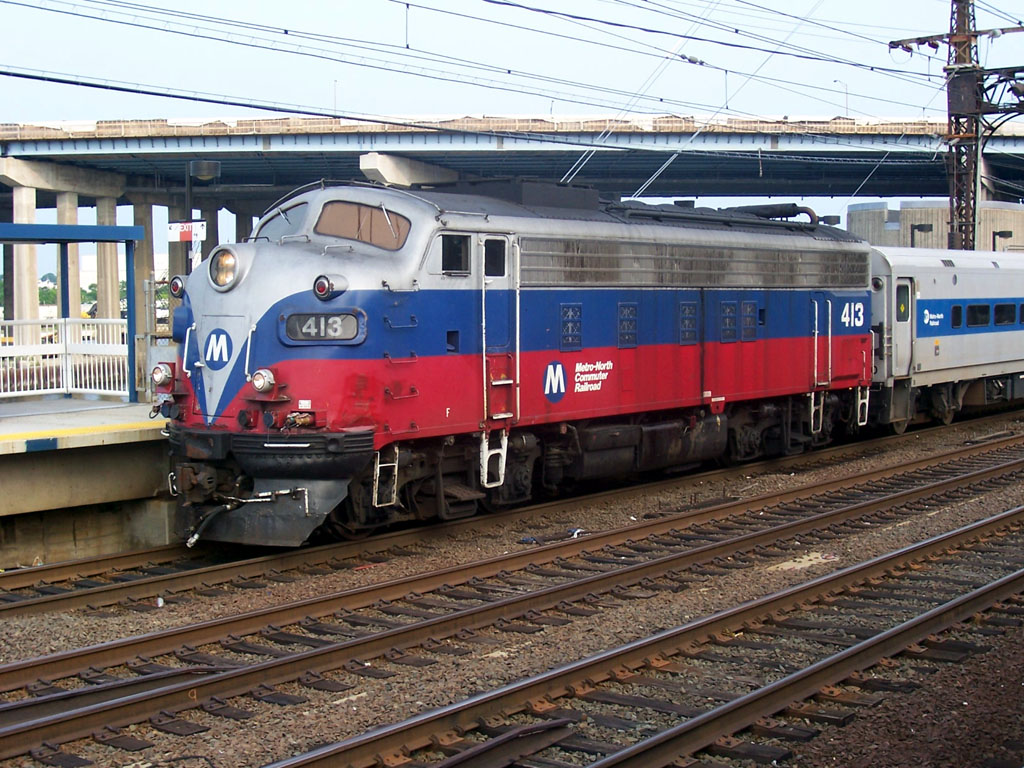
F10

P32AC-DM
1992年から1994年にかけてゼネラル・エレクトリックで製造されたディーゼル・電気両用の機関車。ハドソン線を主体にハーレム線、ニューヘイブン線でも運用される。
第三軌条による集電装置を持ち、電化区間ではエンジンを止めて電気機関車として使用することで、マンハッタン中心部の地下でトンネルの換気が不十分なグランド・セントラル駅へ乗入れ可能。
BL20GH
2008年から2009年にかけてブルックビル社で製造された旅客用電気式ディーゼル機関車。こちらは純粋にディーゼル機関だけで集電装置を持たず、都心部への乗り入れはできない。
ニューヘイブン線系統の各支線、ダンバリー支線とウォーターバリー支線で使用されている。

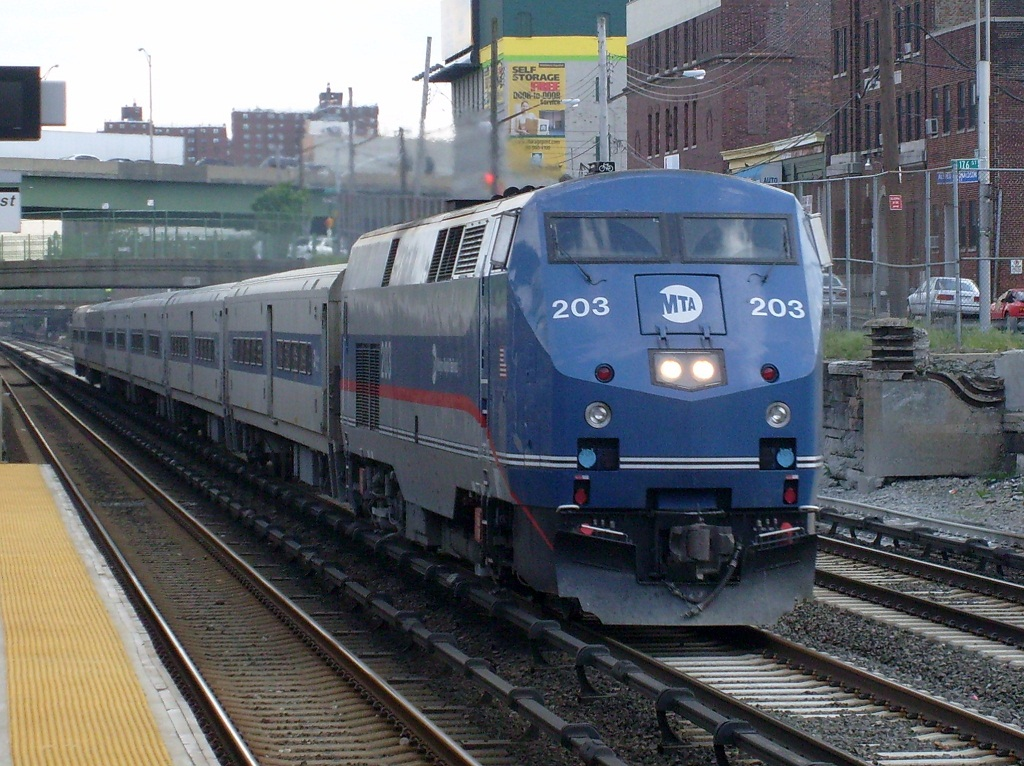
P32AC-DM
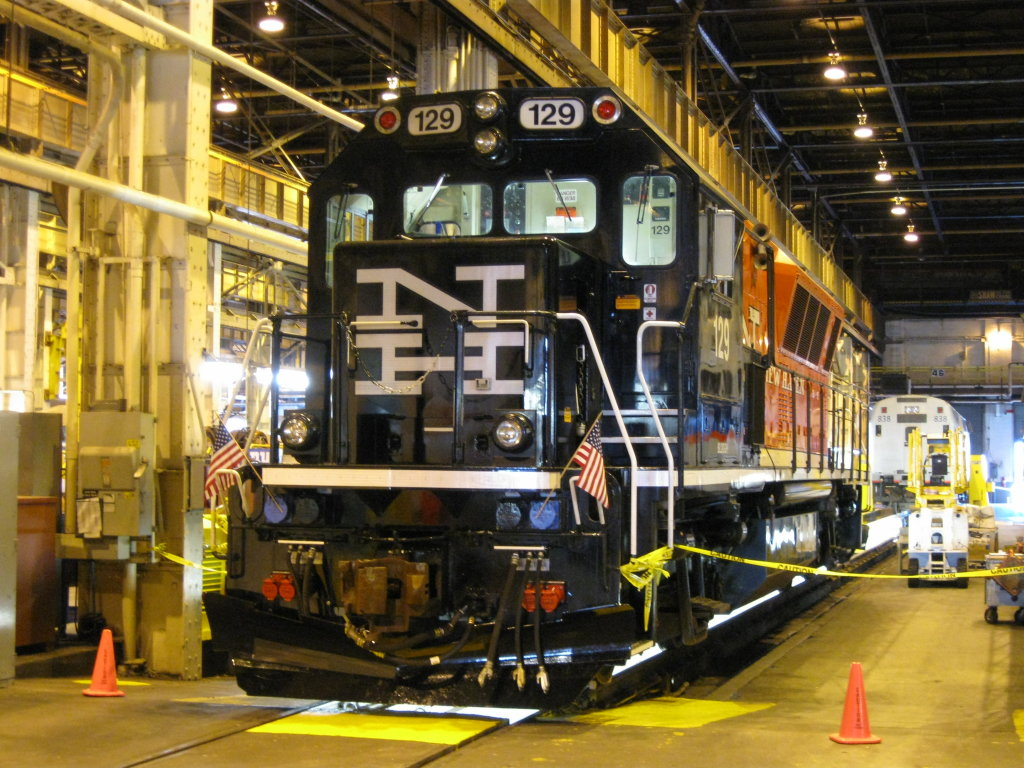
BL20GH

### 電車

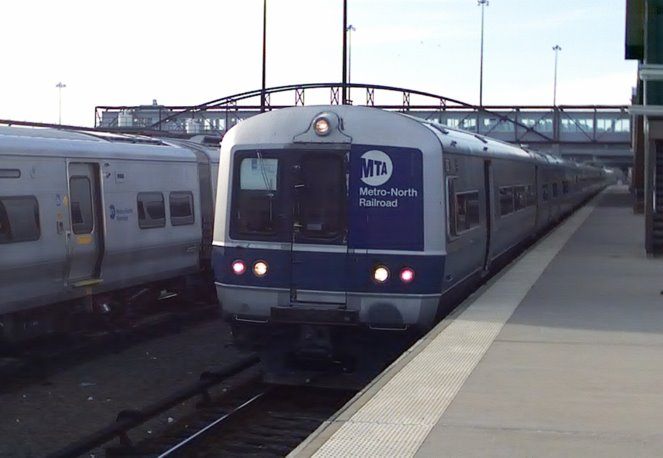
M3A
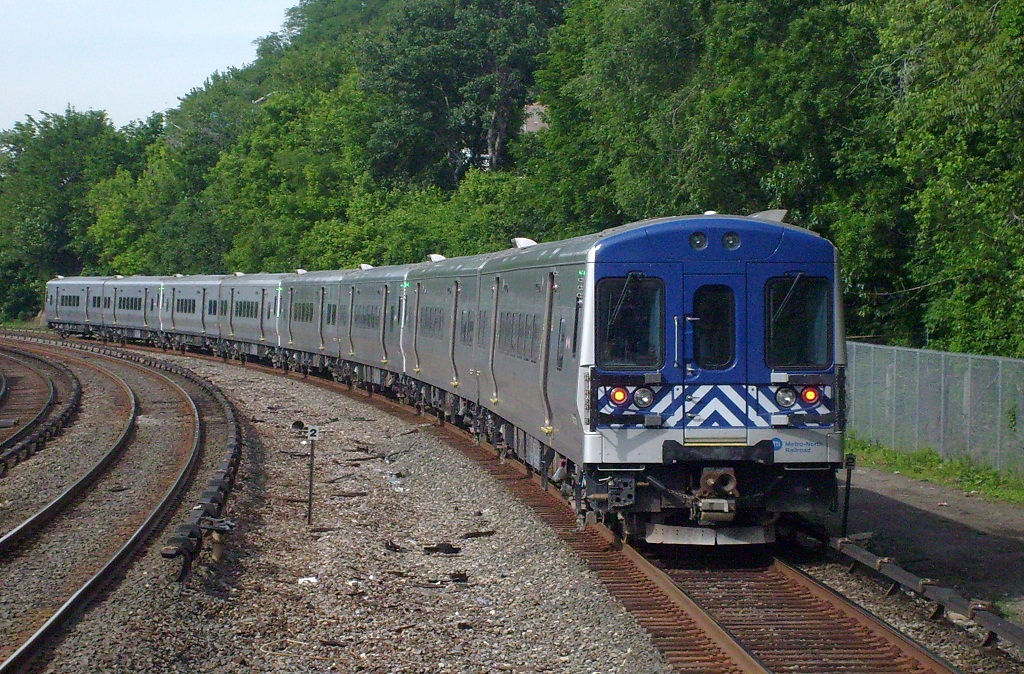
M7A
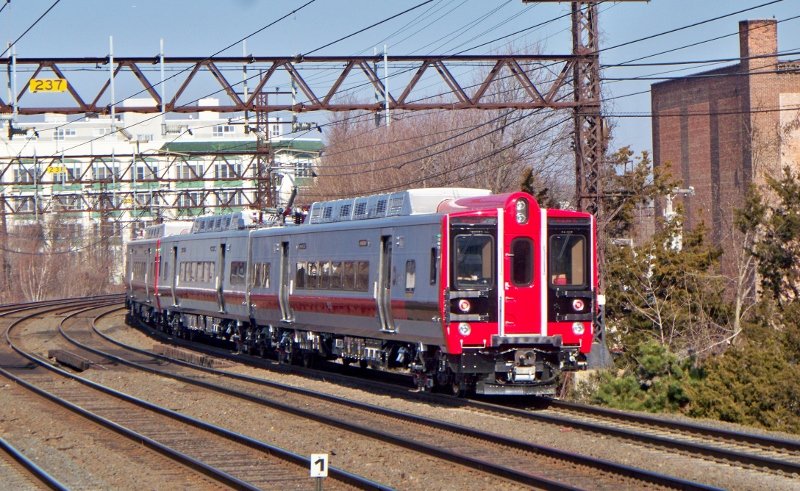
M8

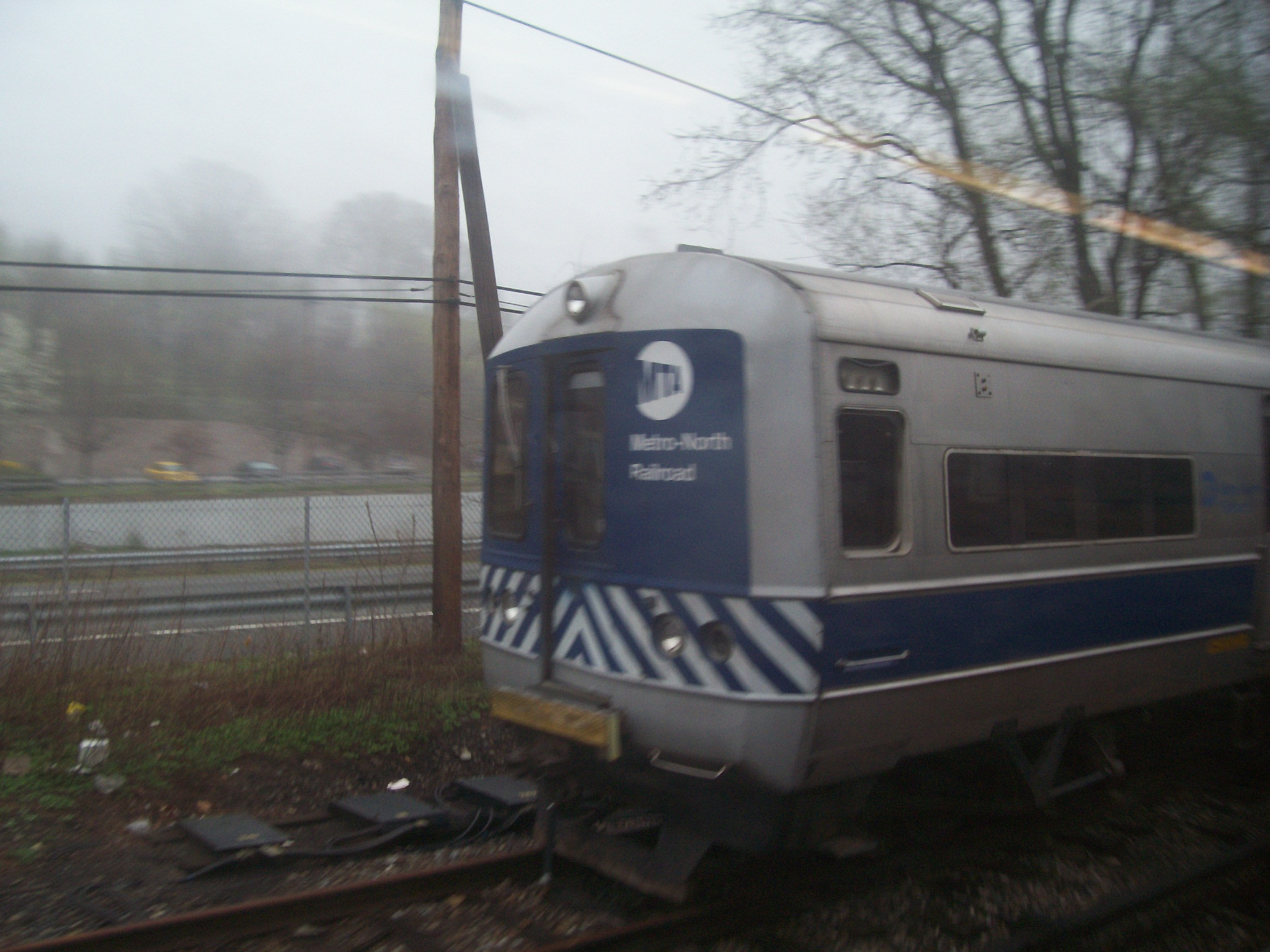
M1A
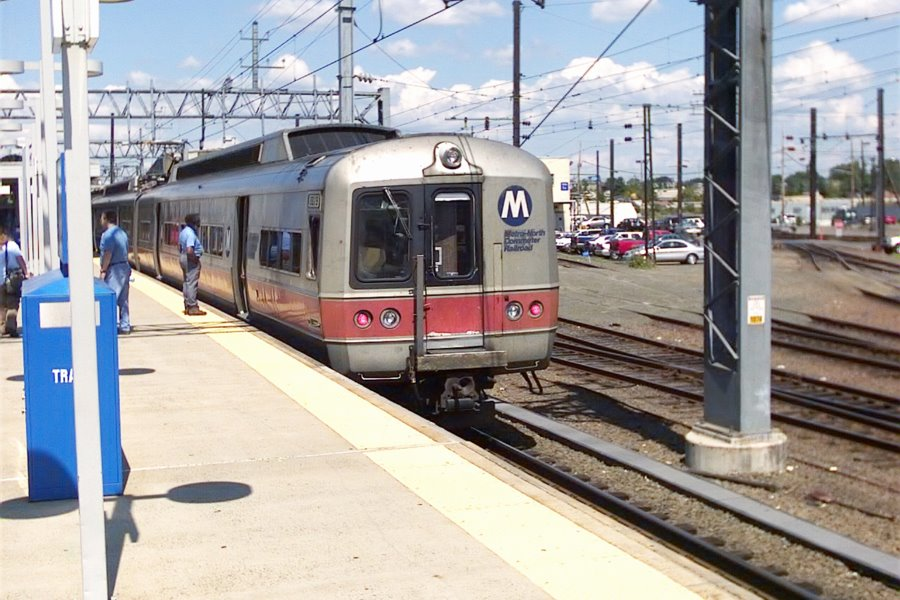
M2
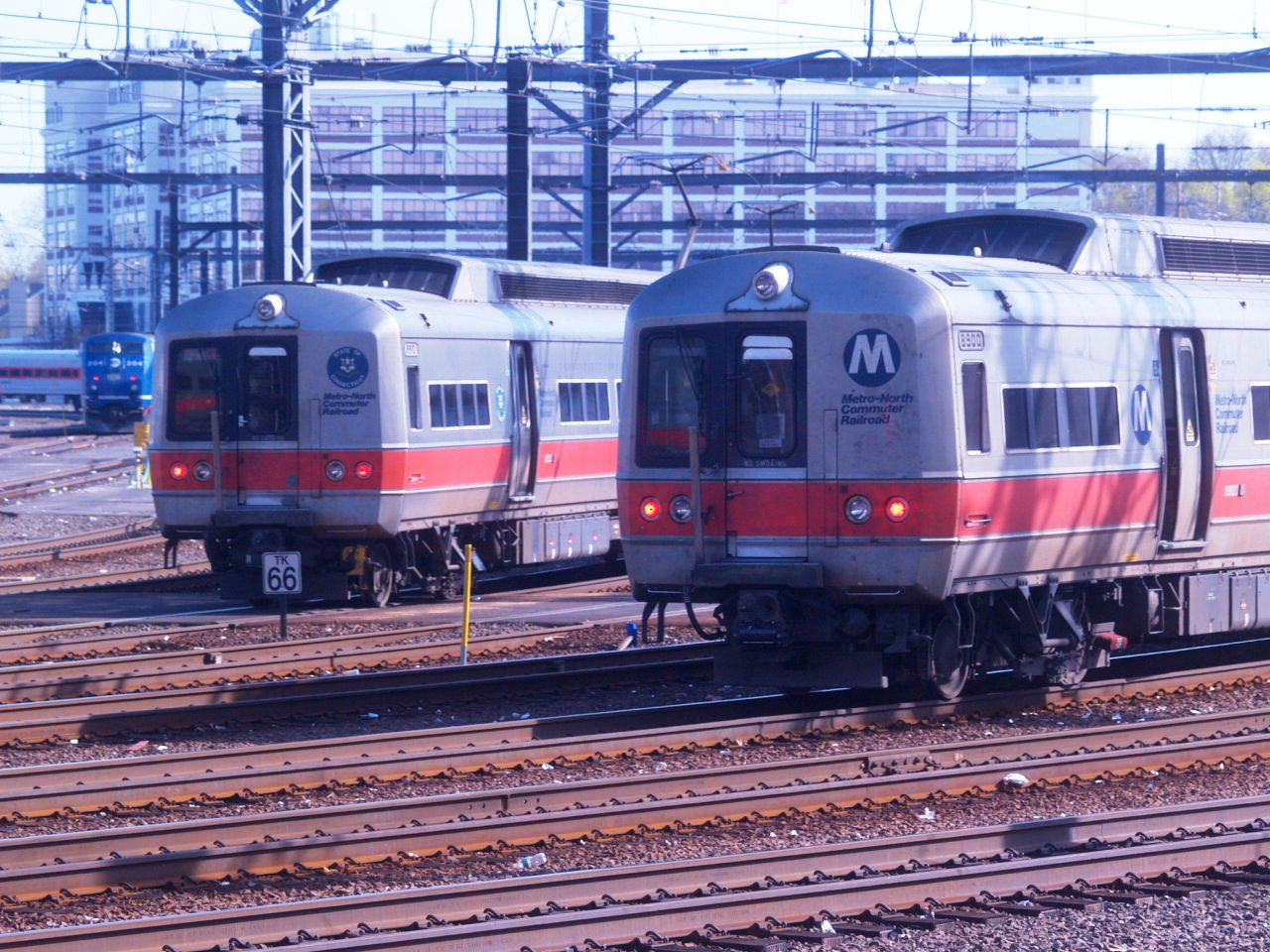
M4

直流650Vの第三軌条方式専用車はハーレム線とハドソン線で、交流12.5kVの架空電車線方式対応車はニューヘイブン線で運用される。
M3A
1984年から1985年にかけてバッドで製造。ハーレム線・ハドソン線用。各種工事の予定。
M7A
2002年登場、ボンバルディア製。ハーレム線・ハドソン線用で、M1Aを置き換えた。
M8
2009年より川崎重工で製造。ニューヘイブン線用で、M2、M4、M6の各車を置き換えた。
従来の直流750Vと交流12.5kVに加えて交流25kVにも対応し、ニューヘイブンから先のニューロンドン方面への直通に備えている。一部車両はペンシルベニア駅への乗り入れに備えて集電靴の上面接触での運用も対応する。
- M3A
- M7A
- M8

### 客車
いずれも制御客車を先頭にしたプッシュプル運転が可能である。特記無きはハドソン川以東各線で運用。
ショアライナーI
1983年登場、ボンバルディア製。2ドア、奇数車にはトイレ設置。
ショアライナーII
1987年登場、ボンバルディア製。外観・内装ともにショアライナーIとほぼ同一である。
ショアライナーIII
1991年登場、ボンバルディア製。中央部にもドアを設置した3ドア車となった。奇数車にはトイレ設置。
ショアライナーIV
1996年登場、ボンバルディア製。1998年まで製造。3ドア、奇数車にはトイレ設置。
コメットV
2006年登場、アルストム製。ハドソン川以西線区のパスカック・バレー線とポート・ジャービス線で運用される。

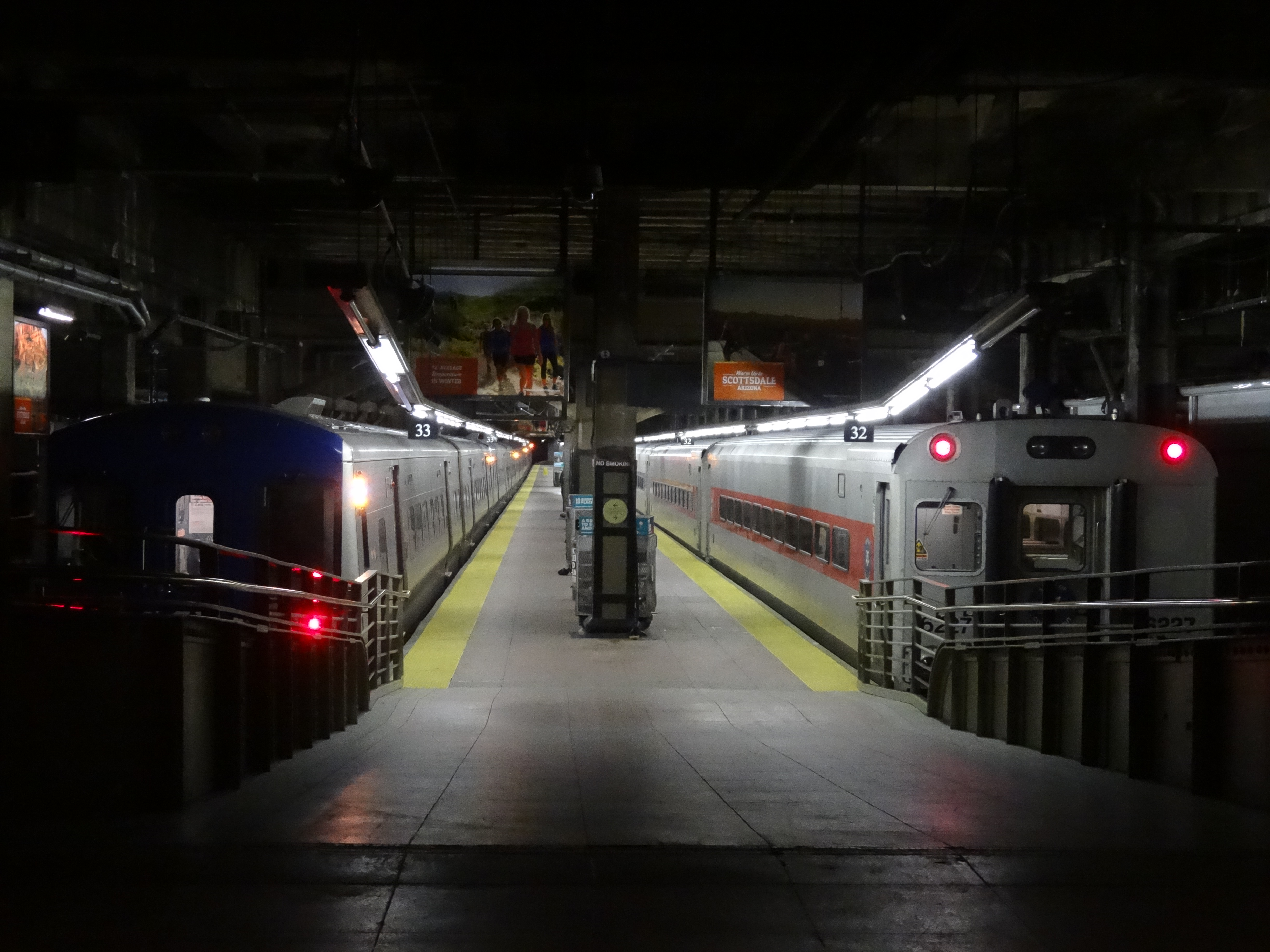
ショアライナーI
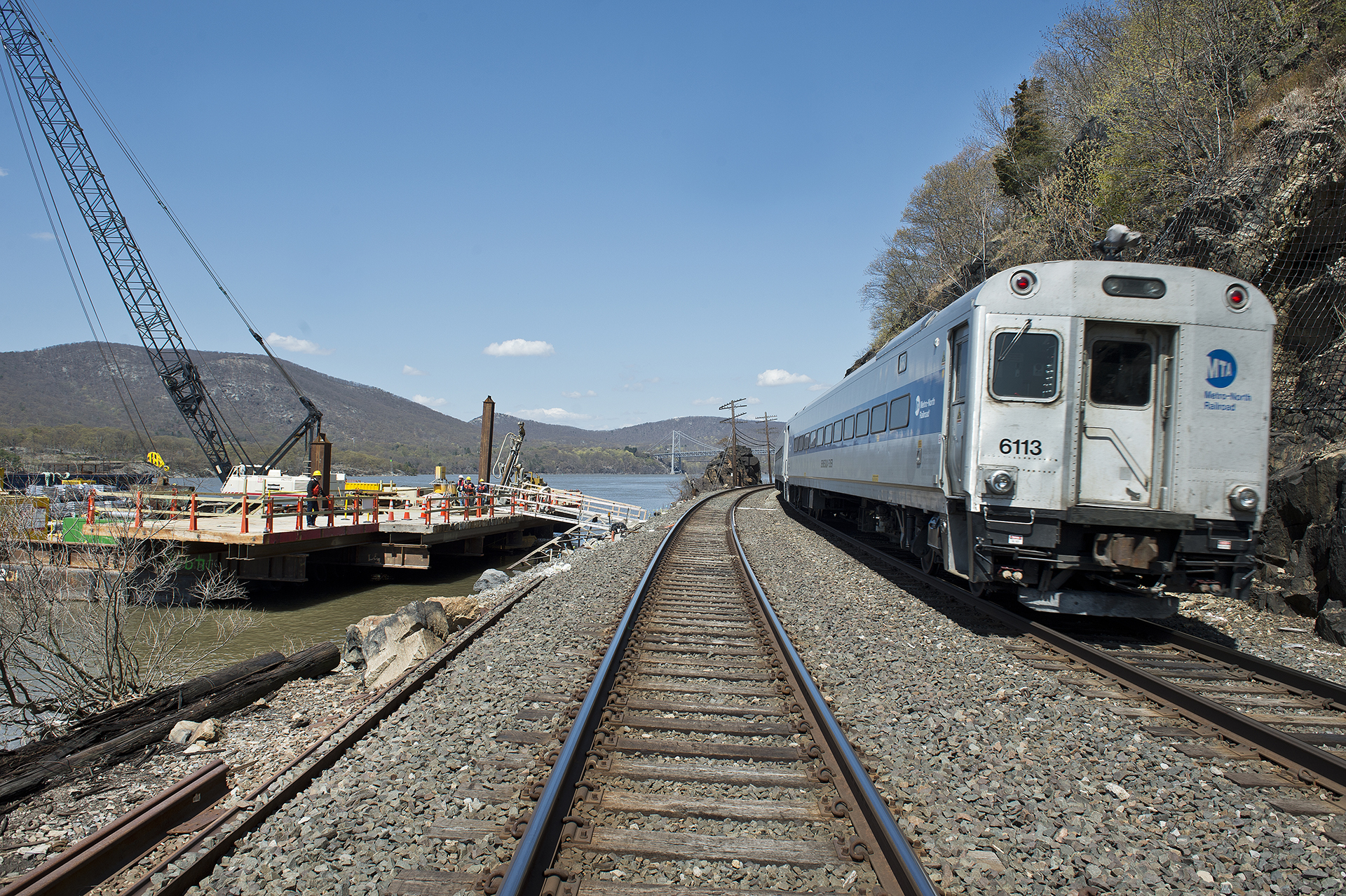
ショアライナーII
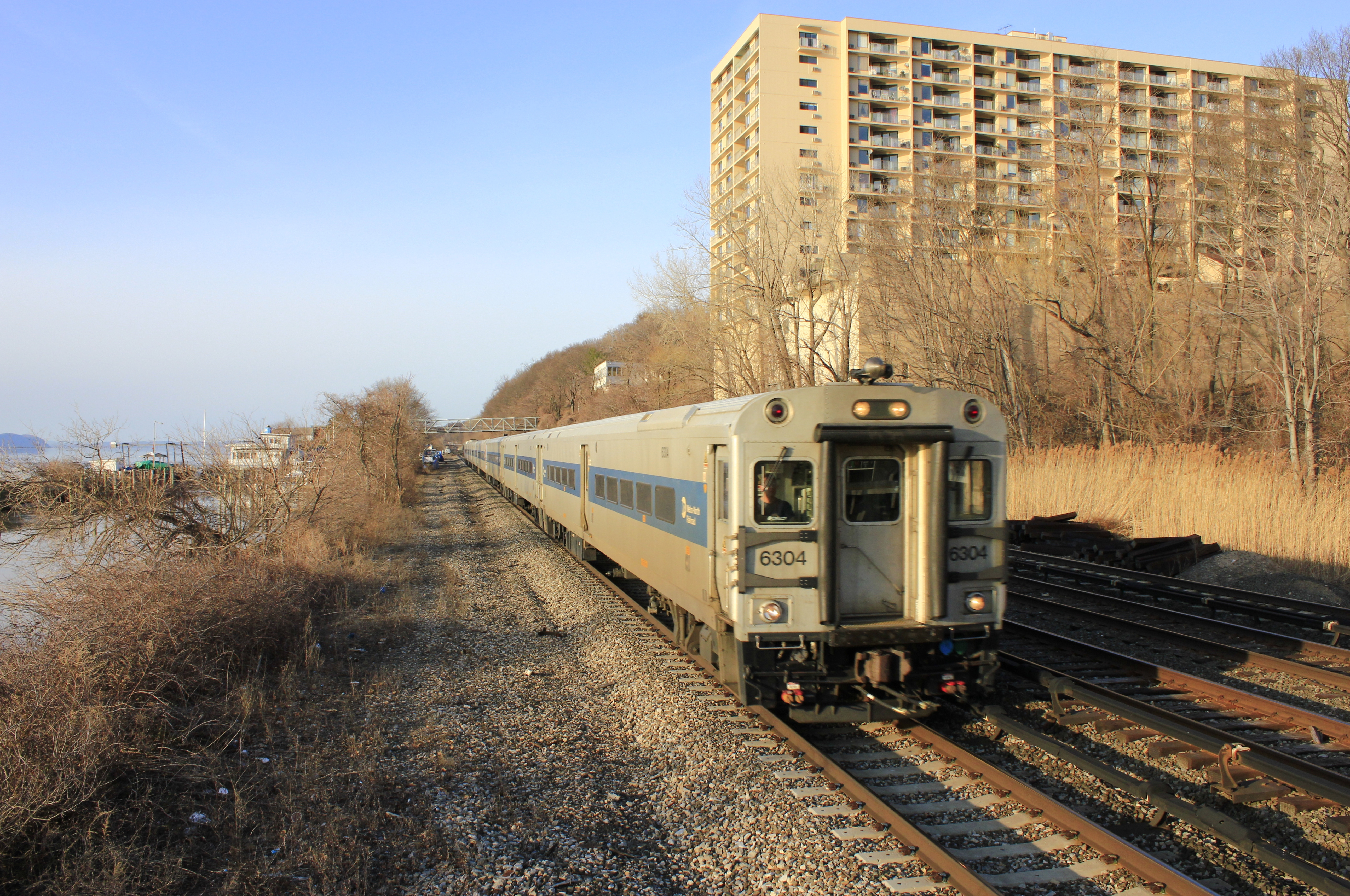
ショアライナーIII
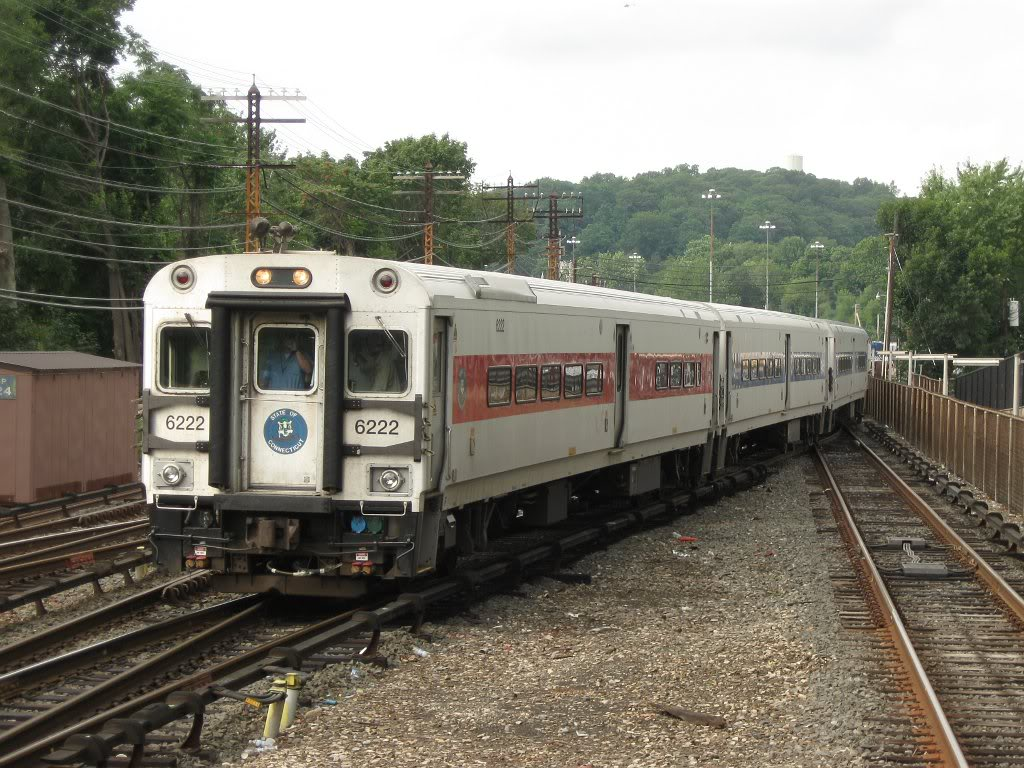
ショアライナーIV
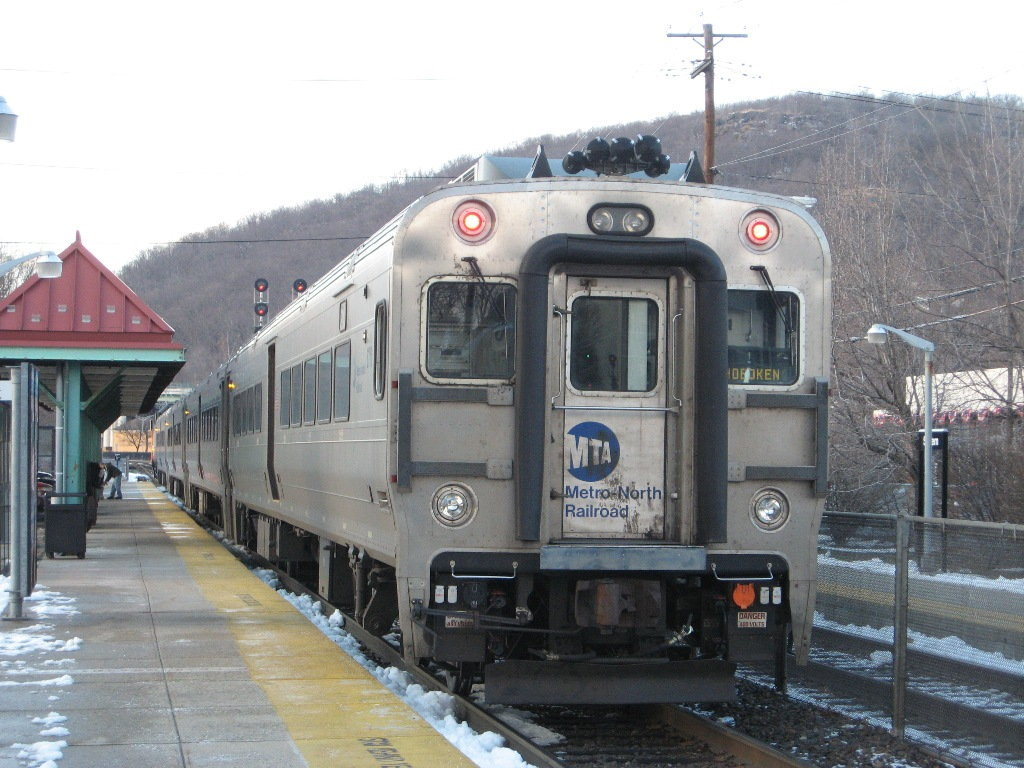
コメットV

### 過去の車両

#### 機関車
FL9
1956年から1960年にかけてメトロノース鉄道の前身となったニューヨーク・ニューヘイブン・アンド・ハートフォード鉄道向けにエレクトロ・モーティブ・ディーゼル（EMD）社で製造された電気式ディーゼル機関車で、集電装置を搭載し電気機関車としての運用も可能であった。本線からはP32AC-DMの導入で撤退し、晩年はニューヘイブン線の非電化支線で活躍したものの、BL20GHの投入によって第一線からは退いた。2012号がニューヨークセントラル鉄道の塗装でクロトン・ハーモンにある車両基地で保管されている。
F10（FP10）
元はen:Gulf, Mobile, and Ohio RailroadにF3として納車され、1970年代の後半にマサチューセッツ湾交通局でエンジンを改良し1,500馬力から1,750馬力の出力に改良した機関車。4両がメトロノース鉄道に譲渡された。413号機が上記のFL9機関車の2012号機とともにクロトン・ハーモンにある車両基地で保管されている。
- FL9
- F10

#### 電車
M1A
ペン・セントラル鉄道時代の1971年に登場、バッド社製。M7に置き換わり2009年引退。
M2
1972年から1977年にかけてバッドにより製造。ニューヘイブン線用で2両編成。M8に置き換わり引退、一部が予備車として残る。
M4
1987年から1988年にかけて東急車輛で製造。ニューヘイブン線用で3両編成。M8に置き換わり2015年に全車引退。
M6
1993年登場、モリソン・ヌードセン製。ニューヘイブン線用で3両編成。M8に置き換わり2015年に全車引退。
- M1A
- M2
- M4

## 乗車券と運賃制度
乗車券は各駅に設置されている自動券売機か窓口であらかじめ購入する。この時の支払いには現金のほかにも、何社かのクレジットカードが利用できる。改札口は各駅に設置せずに、列車乗車後に車掌が行うという信用乗車方式を採用。このときに有効な乗車券を所持していないと、正規運賃の他に追加料金を請求される。この時の支払いは現金のみである。これらはロングアイランド鉄道（LIRR）も同様である。

### ピーク運賃とオフピーク運賃
平日の朝夕のラッシュ時にグランド・セントラル駅（Grand Central Terminal, GCT）、とハーレム125丁目駅（Harlem 125 street）のいずれかで乗降する切符はピーク運賃（peak fare）と呼ばれるやや高めの運賃に設定される。
具体的にはグランド・セントラル駅に朝5時から10時までに到着する列車、また同駅を朝5時半から9時までに発車する列車、同駅を夕方4時から8時までに発車する列車に対して適用される。
オフピーク運賃は平日の上記以外の時間帯と土日祝日の終日に設定される。

## 今後の予定

### ペンシルベニア駅への乗り入れ

マンハッタン周辺の簡易路線図

現在、メトロノースのイースト・オブ・ハドソンの3路線はニューヨークのターミナルとしてグランド・セントラル駅を使用している。ニューヨークにはもう一つの巨大なターミナル駅としてペンシルベニア駅（Pennsylvania Station）があり、ここにハドソン線とニューヘイブン線の一部列車を乗り入れさせる計画である。
メトロノースではペンシルベニア駅への乗り入れを数十年前から検討していたが、駅構内の容量が足りないために今まで実現を見送ってきた。ペンシルベニア駅に乗り入れている会社の一つにロングアイランド鉄道（LIRR）があるが、この鉄道は新たなターミナル駅としてグランド・セントラル駅までの新線を作り、同駅へ乗り入れる計画、イースト・サイド・アクセス（East Side Access）がある。この計画で、LIRRの一部列車がグランド・セントラル駅発着になるとペンシルベニア駅の容量に余裕が出るために、逆にメトロノースの一部列車をペンシルベニア駅発着にするというものである。
対象となるハドソン線とニューヘイブン線はいずれも並走するアムトラックの路線に乗り入れることで新線の建設を伴わずに、ペンシルベニア駅へ達することが可能であり、前者はリバーデール駅（Riverdale）付近からのウエストサイド貨物線（現在、貨物線としての役目は終えてエンパイア・コネクションとも）経由で、後者はニューロシェル駅から北東回廊経由となる。どちらの路線でも途中にいくつかの新駅が設置されることになっている。

### ニューヘイブン線
いくつかの場所に駅の新設案がある。アムトラックの高速列車、アセラ・エクスプレスはニューヘイブン線と同じ線路を走るが、この区間は様々な理由で速度が遅くネックになっている。これを改善し、最高速度に240㎞で走れる区間を作るために架線の張り替え、古い橋梁の架け替えや部分的な直線化工事が各地で行われている。
非電化のダンバリー支線の電化工事、および路線をコネチカット州ニューミルフォードまで延長する工事が2007年末より始まり、2012年5月以降に電化・開業予定。なお、ダンバリー支線は1925年から1961年まで電化されていたので、2回目の電化工事ということになる。これはバラク・オバマ大統領の打ち出した「米国再生・再投資法」（American Recovery and Reinvestment Act, ARRA）による投資である。
2013年9月現在、ダンバリー支線は信号関係の工事を施工中である。工事完了後にオフピーク時の列車を増発する計画である。

## 事故
2013年12月1日午前7時(現地時間)ごろメトロノース鉄道のハドソン線の列車がスパイテンダイビル駅の付近で脱線した。この事故で乗客4人が死亡、運転士を含む70人以上が負傷した。そのうちの11人が重体だとしている。
原因はスピードの出し過ぎが原因ではないかと疑われている。また、運転士は当初ブレーキをかけたが、効かなかったと話していたが、。また、国家運輸安全委員会は1日事故原因の調査に乗り出した。